# Elise Neal
Elise Demetria Neal (Memphis, 1966. március 14. –) amerikai színésznő.
A legismertebb alakítása Beulah a Rosewood, az égő város című filmben. A The Hughleys című sorozatot is szerepelt.

## Fiatalkora
1966. március 14-én született a Memphisben, egy ápolónő és egy építőmunkás lányaként. A Lakeview Elementary-ba járt. Balett-táncos és pompomlány volt. Eltörte a bal csuklóját egy mutatványban; miután a csontok begyógyultak, a csuklója soha nem egyenesedett ki teljesen. Az Overton High School for the Creative and Performing Arts-ban érettségizett.
1984 és 1986 között a philadelphiai University of the Arts-ra járt. Két év után otthagyta a főiskolát, és New Yorkba költözött, ahol musicalszínházi szerepeket kapott, és különböző turnézó társulatokkal bejárta a világot. A zenés színházban szerzett tapasztalatai lehetővé tették számára, hogy könnyen átmenjen a reklámfilmekbe.

## Pályafutása
Első filmszerepe a Malcolm X című filmben volt. Ezután J.J. Fredericks vadászpilótát alakította a SeaQuest DSV – A mélység birodalma című sorozatban. A Sikoly 2. című filmben Hallie-t formálta meg. 1997-ben a Rosewood, az égő város című filmben szerepelt.
A leghíresebb szerepe The Hughleys című televíziós szitkomban volt. A The Hughleys után az All of Us című sorozatban szerepelt. Vendégszerepelt a Esküdt ellenségek, a Hangin' with Mr. Cooper, és a Method & Red című sorozatokban. További filmszerepei közé tartozik: Harlemi történet, Pénz beszél és A Mars-mentőakció. A Restaurant című filmben Jeanine-t alakította. 2001-ben a Brian éneke remake-jében szerepelt.
Alana-t alakította az Országúti bordély című filmben. Vendégszerepelt a The Soul Man egyik epizódjában. Gladys Knight énekesnőt alakította az Aaliyah: The Princess of R&B című életrajzi filmben. Kathryn Munson-t alakította a 2017-es Logan – Farkas című szuperhősfilmben, és szerepelt A sötétség titkai című tévésorozatban is.

## Filmográfia

### Film
| Év   | Magyar cím                   | Eredeti cím                           | Szerep          | Magyar hang                                                 |
| ---- | ---------------------------- | ------------------------------------- | --------------- | ----------------------------------------------------------- |
| 1992 | Malcolm X                    | Malcolm X                             | Hooker          |                                                             |
| 1993 | San Francisco-i történetek   | Tales of the City                     | Fiatal nő       |                                                             |
| 1995 | Oltári tánc                  | Let It Be Me                          | Carlita         |                                                             |
| 1997 | Rosewood, az égő város       | Rosewood                              | Beulah          | Madarász Éva                                                |
| 1997 | Ne légy barom 4.             | Def Jam's How to Be a Player          | Nadine          | Szénási Kata                                                |
| 1997 | Pénz beszél                  | Money Talks                           | Paula           | Liptai Claudia (1. szinkron) Bognár Gyöngyvér (2. szinkron) |
| 1997 | Sikoly 2.                    | Scream 2                              | Hallie          | Kiss Virág                                                  |
| 1992 | Jelenetek egy névházasságból | Chance of a Lifetime                  | Amy             |                                                             |
| 1992 |                              | Restaurant                            | Jeanine         |                                                             |
| 2000 | A Mars-mentőakció            | Mission to Mars                       | Debra Graham    |                                                             |
| 2001 | Asszonysorsok                | The Rising Place                      | Wilma Watson    |                                                             |
| 2001 |                              | Sacred Is the Flesh                   | Gabi Paige      |                                                             |
| 2001 | Brian éneke                  | Brian's Song                          | Linda Sayers    | Horváth Lili                                                |
| 2002 | Harlemi történet             | Paid in Full                          | June néni       |                                                             |
| 2003 |                              | Playas Ball                           | Summer Twitty   |                                                             |
| 2005 | Nyomulj és nyerj!            | Hustle & Flow                         | Yevette         | Zsigmond Tamara                                             |
| 2007 |                              | 4 Life                                | Jare            |                                                             |
| 2008 | Pókerpárbaj                  | Who's Deal?                           | Passion         |                                                             |
| 2009 |                              | Preaching to the Pastor               | Monica          |                                                             |
| 2010 |                              | Let God Be the Judge                  | Rachel          |                                                             |
| 2010 | Országúti bordély            | Love Ranch                            | Alana           |                                                             |
| 2010 |                              | Love Chronicles: Secrets Revealed     | Monique         |                                                             |
| 2010 |                              | Gun                                   | Rich anyja      |                                                             |
| 2010 |                              | N-Secure                              | Leslie          |                                                             |
| 2010 |                              | Love Me or Leave Me                   | Josephine Wyatt |                                                             |
| 2011 |                              | The Slap                              | Gloria          |                                                             |
| 2011 |                              | Lord, All Men Can't Be Dogs           | Diane           |                                                             |
| 2011 |                              | The Perfect Man                       | Trisha          |                                                             |
| 2011 |                              | Poolboy: Drowning Out the Fury        | Florence        |                                                             |
| 2011 |                              | Breathe                               | Kristy Burgin   |                                                             |
| 2012 |                              | The Undershepherd                     | Roberts         |                                                             |
| 2012 |                              | Who's Watching the Kids               | Delia           |                                                             |
| 2014 |                              | School of Hard Knocks                 | Kim             |                                                             |
| 2014 |                              | 1982                                  | Stacy           |                                                             |
| 2014 |                              | The Fright Night Files                | Coffee Black    |                                                             |
| 2014 |                              | Aaliyah: The Princess of R&B          | Gladys Knight   |                                                             |
| 2016 |                              | Ladies Book Club                      | Rona            |                                                             |
| 2016 |                              | 36 Hour Layover                       | Rebecca         |                                                             |
| 2016 |                              | What Are the Chances?                 | Gina            |                                                             |
| 2016 |                              | ANYWHERE, U.S.A.                      | Kim             |                                                             |
| 2017 | Logan – Farkas               | Logan                                 | Kathryn Munson  | Madarász Éva                                                |
| 2017 | Haláli csajok                | Tragedy Girls                         | Mrs. Hooper     | Németh Kriszta                                              |
| 2017 |                              | The White Sistas                      | Erin White      |                                                             |
| 2017 |                              | Our Dream Christmas                   | Süti            |                                                             |
| 2018 |                              | Don't Get Caught                      | Gina            |                                                             |
| 2018 |                              | We Belong Together                    | Megan           |                                                             |
| 2018 |                              | Her Only Choice                       | Sherry          |                                                             |
| 2018 |                              | First Impression                      | Kym Pine        |                                                             |
| 2019 |                              | All In                                | Gina            |                                                             |
| 2019 |                              | Nineteen Summers                      | Porsha          |                                                             |
| 2019 |                              | I Left My Girlfriend for Regina Jones | Regina Jones    |                                                             |
| 2020 | Az átok háza                 | The Grudge                            | versenyző       |                                                             |
| 2020 |                              | The Sin Choice                        | Angela Smith    |                                                             |
| 2020 |                              | The App That Stole Christmas          | Carly           |                                                             |
| 2021 |                              | Ransum Games                          | Denise          |                                                             |
| 2021 |                              | A State of Mind                       | Keisha Thomas   |                                                             |
| 2022 | Megtörve                     | Breaking                              | Juanita         |                                                             |
| 2022 |                              | Lola 2                                | Sasha           |                                                             |
| 2023 |                              | Survival                              | Tally Fruge     |                                                             |
| 2023 |                              | Phels High                            | Tina Lloyd      |                                                             |
| 2023 |                              | Christmas Angel                       | Natalie         |                                                             |

### Televízió
| Év        | Magyar cím                         | Eredeti cím                    | Szerep                  | Megjegyzések                                 |
| --------- | ---------------------------------- | ------------------------------ | ----------------------- | -------------------------------------------- |
| 1991      |                                    | Another World                  | táncos                  | 1 epizód                                     |
| 1992      | Esküdt ellenségek                  | Law & Order                    | Charlayne Ward          | 1 epizód                                     |
| 1993      |                                    | Getting By                     | Debbie                  | főszereplő                                   |
| 1993      | San Francisco-i történetek         | Tales of the City              | Gyógyfürdő oktató       | 1 epizód                                     |
| 1993      | Kaliforniai álom                   | California Dreams              | Miss Jackie             | 1 epizód                                     |
| 1993      |                                    | Family Matters                 | Heather                 | 1 epizód                                     |
| 1993–1995 |                                    | Hangin' with Mr. Cooper        | Lisa                    | mellékszereplő                               |
| 1994      | Kaliforniába jöttem                | The Fresh Prince of Bel-Air    | Wendy Robertson         | 1 epizód                                     |
| 1994      |                                    | Loving                         | Janey Sinclair          | főszereplő                                   |
| 1994      |                                    | Red Shoe Diaries               | táncos                  | 1 epizód                                     |
| 1995      | Chicago Hope kórház                | Chicago Hope                   | Tamara Parnett          | 1 epizód                                     |
| 1995      |                                    | Pointman                       | Millie                  | 1 epizód                                     |
| 1995–1996 | SeaQuest DSV – A mélység birodalma | seaQuest DSV                   | J.J. Fredricks          | - főszereplő - magyar hangja: - Kéri Kitty   |
| 1996      |                                    | ABC Afterschool Special        | Alicia                  | 1 epizód                                     |
| 1996      |                                    | Living Single                  | Sharon                  | 1 epizód                                     |
| 1996      |                                    | High Incident                  | Arial                   | 1 epizód                                     |
| 1996      |                                    | The Steve Harvey Show          | Juanita Du'Shea         | 1 epizód                                     |
| 1992      |                                    | The Wayans Bros                | Tanya Cooper            | 1 epizód                                     |
| 1992      |                                    | Fantasy Island                 | Catherine               | 1 epizód                                     |
| 1998–2002 |                                    | The Hughleys                   | Yvonne Williams-Hughley | főszereplő                                   |
| 2001      | Hollywoodi történetek              | E! True Hollywood Story        | önmaga                  | 1 epizód                                     |
| 2002      |                                    | Hollywood Squares              | önmaga                  | mellékszereplők                              |
| 2002      |                                    | Pyramid                        | önmaga                  | versenyző                                    |
| 2003      |                                    | A.U.S.A.                       | Jill Davis              | 1 epizód                                     |
| 2003–2005 |                                    | All of Us                      | Tia Jewel               | főszereplő                                   |
| 2004      |                                    | The 100 Scariest Movie Moments | önmaga                  | 1 epizód                                     |
| 2004      |                                    | Method & Red                   | Brenda                  | 1 epizód                                     |
| 2005      |                                    | Black in the 80s               | önmaga                  | 1 epizód                                     |
| 2005      |                                    | Weekends at the D.L.           | önmaga                  | 1 epizód                                     |
| 2005      | CSI: A helyszínelők                | CSI: Crime Scene Investigation | Giselle                 | 1 epizód                                     |
| 2007      |                                    | K-Ville                        | Ayana Boulet            | mellékszereplő                               |
| 2009      |                                    | My Manny                       | Jennifer                | főszereplő                                   |
| 2009      | Doktor Addison                     | Private Practice               | Janine                  | 1 epizód                                     |
| 2010      |                                    | Life After                     | önmaga                  | 1 epizód                                     |
| 2011      | Halálosan komolytalan              | Funny or Die Presents          | Peaches                 | 1 epizód                                     |
| 2011      | A köpeny                           | The Cape                       | Susan Voyt              | főszereplő                                   |
| 2011–2012 | Zsenipalánták                      | A.N.T. Farm                    | Roxanne Parks           | mellékszereplő                               |
| 2012      | Botrány                            | Scandal                        | Anna Gordon             | 1 epizód                                     |
| 2013      |                                    | Real Husbands of Hollywood     | önmaga                  | 1 epizód                                     |
| 2013      |                                    | Basketball Wives               | önmaga                  | 1 epizód                                     |
| 2013      |                                    | Belle's                        | Jill Cooper             | főszereplő                                   |
| 2013      |                                    | The Soul Man                   | Jessica                 | 1 epizód                                     |
| 2014      |                                    | According to Him + Her         | önmaga                  | 1 epizód                                     |
| 2014–2015 |                                    | Hollywood Divas                | önmaga                  | főszereplő                                   |
| 2017      |                                    | Tales                          | Beatriz                 | 1 epizód                                     |
| 2019–2020 |                                    | 25 Words or Less               | önmaga                  | versenyző                                    |
| 2020      | A sötétség titkai                  | Into the Dark                  | Dr. Linda Johnson       | - 1 epizód - magyar hangja: - Szitás Barbara |
| 2022      | Fekete hölgyek szkeccs showja      | A Black Lady Sketch Show       | Gigi                    | 1 epizód                                     |
| 2022–     |                                    | The Black Hamptons             | Sydney Britton          | főszereplő                                   |
| 2023      |                                    | Angel                          | Teresa                  | főszereplő                                   |